# Asta ascendent

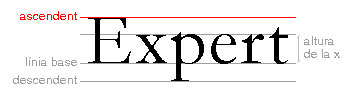
Situació de l'Asta Ascendent.

L'asta ascendent, en tipografia, és la part d'una lletra llatina més alta que l'altura de la x de la font.